# Bacillus infernus
Bacillus infernus – Gram-dodatnia bakteria należąca do rodziny Bacillaceae. Została opisana w 1995 r., gdy udało się ją namnożyć z materiału wydobytego z głębokości 2,7 km w stanie Wirginia w USA (Taylorsville Basin). Szacuje się, że mikroorganizmy zasiedliły to miejsce 140–200 mln lat temu wraz z penetrującą wówczas wodą, po czym zostało ono odcięte od kontaktu z powierzchnią.

## Charakterystyka
Jest to Gram-dodatnia pałeczka o średnicy 0,7–0,8 µm i długości 4–8 µm. Jest organizmem termofilnym, zdolnym do rozwoju w temperaturach >40 °C i <65 °C, z maksimum szybkości wzrostu w 61 °C. Wymaga środowiska lekko zasadowego, o pH 7–8, optymalnie 7,3.  Dobrze znosi podwyższone zasolenie – jest zdolna rosnąć w roztworze NaCl o stężeniu 2,1 M, choć znacznie lepiej rozwija się w środowisku słodkowodnym. Jest – jako jedyna znana bakteria z rodzaju Bacillus – bezwzględnym  beztlenowcem. Rozwija się, utleniając mleczan i mrówczan za pomocą MnO
2, FeCl
3, N-tlenku trimetyloaminy (Me
3N→O) lub azotanów (które redukuje do azotynów). Jest też zdolna do fermentowania glukozy, z wytworzeniem octanu, mleczanu i maślanu.